# Saint-Pierre-lès-Elbeuf
Saint-Pierre-lès-Elbeuf és un municipi francès situat al departament del Sena Marítim i a la regió de Normandia. L'any 2007 tenia 8.332 habitants.

## Demografia

### Població
El 2007 la població de fet de Saint-Pierre-lès-Elbeuf era de 8.332 persones. Hi havia 3.380 famílies de les quals 900 eren unipersonals (352 homes vivint sols i 548 dones vivint soles), 1.012 parelles sense fills, 1.120 parelles amb fills i 348 famílies monoparentals amb fills.
La població ha evolucionat segons el següent gràfic:
Habitants censats

### Habitatges
El 2007 hi havia 3.520 habitatges, 3.426 eren l'habitatge principal de la família, 14 eren segones residències i 80 estaven desocupats. 2.427 eren cases i 1.087 eren apartaments. Dels 3.426 habitatges principals, 2.138 estaven ocupats pels seus propietaris, 1.248 estaven llogats i ocupats pels llogaters i 40 estaven cedits a títol gratuït; 57 tenien una cambra, 244 en tenien dues, 656 en tenien tres, 1.126 en tenien quatre i 1.343 en tenien cinc o més. 2.472 habitatges disposaven pel capbaix d'una plaça de pàrquing. A 1.626 habitatges hi havia un automòbil i a 1.388 n'hi havia dos o més.

### Piràmide de població
La piràmide de població per edats i sexe el 2009 era:
| Homes | Edats   | Dones |
| ----- | ------- | ----- |
| 12    | 95 o +  | 4     |
| 0     | 90 a 94 | 28    |
| 28    | 85 a 89 | 52    |
| 36    | 80 a 84 | 76    |
| 84    | 75 a 79 | 124   |
| 112   | 70 a 74 | 164   |
| 172   | 65 a 69 | 204   |
| 236   | 60 a 64 | 208   |
| 236   | 55 a 59 | 220   |
| 284   | 50 a 54 | 336   |
| 281   | 45 a 49 | 361   |
| 312   | 40 a 44 | 320   |
| 308   | 35 a 39 | 352   |
| 280   | 30 a 34 | 284   |
| 240   | 25 a 29 | 252   |
| 264   | 20 a 24 | 244   |
| 330   | 15 a 19 | 412   |
| 324   | 10 a 14 | 300   |
| 252   | 5 a 9   | 328   |
| 180   | 0 a 4   | 204   |

## Economia
El 2007 la població en edat de treballar era de 5.325 persones, 3.829 eren actives i 1.496 eren inactives. De les 3.829 persones actives 3.405 estaven ocupades (1.794 homes i 1.611 dones) i 424 estaven aturades (197 homes i 227 dones). De les 1.496 persones inactives 597 estaven jubilades, 488 estaven estudiant i 411 estaven classificades com a «altres inactius».

### Ingressos
El 2009 a Saint-Pierre-lès-Elbeuf hi havia 3.470 unitats fiscals que integraven 8.492,5 persones, la mediana anual d'ingressos fiscals per persona era de 18.354 €.

### Activitats econòmiques
Dels 216 establiments que hi havia el 2007, 1 era d'una empresa extractiva, 6 d'empreses alimentàries, 1 d'una empresa de coc i refinatge, 3 d'empreses de fabricació de material elèctric, 18 d'empreses de fabricació d'altres productes industrials, 41 d'empreses de construcció, 49 d'empreses de comerç i reparació d'automòbils, 14 d'empreses de transport, 11 d'empreses d'hostatgeria i restauració, 4 d'empreses d'informació i comunicació, 10 d'empreses financeres, 5 d'empreses immobiliàries, 18 d'empreses de serveis, 18 d'entitats de l'administració pública i 17 d'empreses classificades com a «altres activitats de serveis».
Dels 67 establiments de servei als particulars que hi havia el 2009, 1 era una oficina de correu, 2 oficines bancàries, 4 tallers de reparació d'automòbils i de material agrícola, 2 autoescoles, 8 paletes, 7 guixaires pintors, 5 fusteries, 12 lampisteries, 6 electricistes, 2 empreses de construcció, 8 perruqueries, 5 restaurants, 1 agència immobiliària, 1 tintoreria i 3 salons de bellesa.
Dels 18 establiments comercials que hi havia el 2009, 1 era, 2 supermercats, 1 un supermercat, 3 fleques, 3 carnisseries, 1 una peixateria, 4 botigues de roba, 1 una botiga de roba i 2 floristeries.
L'any 2000 a Saint-Pierre-lès-Elbeuf hi havia 8 explotacions agrícoles que ocupaven un total de 52 hectàrees.

## Equipaments sanitaris i escolars
Els 3 equipaments sanitaris que hi havia el 2009 eren farmàcies.
El 2009 hi havia 3 escoles maternals i 3 escoles elementals. Saint-Pierre-lès-Elbeuf disposava d'un col·legi d'educació secundària amb 485 alumnes.

## Poblacions properes
El següent diagrama mostra les poblacions més properes.